# Xanthosomnium froesei
Xanthosomnium froesei är en stekelart som beskrevs av David B. Wahl och Sime 2002. Xanthosomnium froesei ingår i släktet Xanthosomnium och familjen brokparasitsteklar. Inga underarter finns listade i Catalogue of Life.